# Élections législatives lituaniennes de 1926
Les élections législatives lituaniennes de 1926 se sont déroulées du 8 au 10 mai. L'Union populaire paysanne remporte 22 des 85 sièges du Seimas et forme une coalition avec le Parti social-démocrate. Le Parlement élit président Kazys Grinius.
Après le coup d'État du 17 décembre 1926, Antanas Smetona devient président et le Seimas est dispersé. Les élections législatives suivantes ont lieu dix ans plus tard, en 1936. Seul le parti de Smetona, l'Union nationale, et ses alliés peuvent y participer, les autres partis ayant été interdits entre-temps.

## Résultats
| Inscrits                          | Inscrits                 | Inscrits                 | 1 179 538 |             |                      |                      |
| Abstentions                       | Abstentions              | Abstentions              | 160 067   | 13,57 %     |                      |                      |
| Votants                           | Votants                  | Votants                  | 1 019 471 | 86,43 %     |                      |                      |
|                                   |                          |                          |           |             |                      |                      |
| Bulletins enregistrés             | Bulletins enregistrés    | Bulletins enregistrés    | 1 019 471 |             |                      |                      |
| Bulletins blancs ou nuls          | Bulletins blancs ou nuls | Bulletins blancs ou nuls | 2 178     | 0,21 %      |                      |                      |
| Suffrages exprimés                | Suffrages exprimés       | Suffrages exprimés       | 1 017 293 | 99,79 %     | 85 sièges à pourvoir | 85 sièges à pourvoir |
|                                   |                          |                          |           |             |                      |                      |
| Liste                             | Tête de liste            |                          | Suffrages | Pourcentage | Sièges acquis        | Var.                 |
| Union populaire paysanne          | Néant                    |                          | 225 797   | 22,2 %      | 22 / 85              | +6                   |
| Parti social-démocrate            | Néant                    |                          | 173 250   | 17,03 %     | 15 / 85              | 0                    |
| Parti chrétien-démocrate          | Néant                    |                          | 128 126   | 12,59 %     | 14 / 85              | 0                    |
| Association des fermiers          | Néant                    |                          | 113 819   | 11,19 %     | 11 / 85              | –3                   |
| Fédération du travail             | Néant                    |                          | 79 315    | 7,8 %       | 5 / 85               | –7                   |
| Union juive démocratique          | Néant                    |                          | 47 142    | 4,63 %      | 3 / 85               | —                    |
| Union nationale                   | Néant                    |                          | 43 841    | 4,31 %      | 3 / 85               | —                    |
| Comité électoral polonais central | Néant                    |                          | 31 349    | 3,08 %      | 4 / 85               | 0                    |
| Parti du territoire de Memel      | Néant                    |                          | 20 944    | 2,06 %      | 6 / 85               | —                    |
| Parti des fermiers                | Néant                    |                          | 18 741    | 1,84 %      | 2 / 85               | +2                   |
| Autres listes                     | Néant                    |                          | 134 969   | 13,27 %     | 0 / 85               |                      |